# ایستگاه متروی بوستان گفتگو
ایستگاه مترو بوستان گفتگو، واقع در خط ۷ متروی تهران است که در بزرگراه شهید چمران (اتوبان پارک وی) کوی گیشا  قرار دارد.
در ۲۵ اسفند ۱۴۰۰، با حضور علیرضا زاکانی (شهردار تهران)، این ایستگاه افتتاح شده و هجدهمین ایستگاه افتتاح شده در خط ۷، و صد و چهل و چهارمین ایستگاه افتتاح شده در بین ایستگاه‌های مترو تهران است.
جهت ساخت این ایستگاه در بخش ساختمانی، ۱۸۰ میلیارد تومان و در بخش تجهیز، ۱۲۰ میلیارد تومان هزینه شده‌ است.
عمق این ایستگاه، ۳۷ متر و بیش از ۱۰ هزار متر زیر بنای آن است. جهت احداث آن ۱۳۳ هزار متر مکعب، خاک‌برداری و ۱۱ هزار متر مربع سنگ‌کاری داشته‌ است.
شهروندان مناطق ۲ و ۶، به ویژه اهالی گیشا، خیابان امیرآباد شمالی، کوی دانشگاه تهران، ادارات و مراکز تجاری اطراف این ایستگاه، امکان دسترسی آسان‌تری نسبت به گذشته جهت استفاده از مترو دارند.
قرار است در آینده این ایستگاه، ایستگاه تقاطعی خط ۷ و خط ۸ متروی تهران شود.

## امکانات
از ویژگی‌های این ایستگاه، مجهز به سامانه‌های تهویه تونلی و تهویه مطبوع ایستگاهی، سامانه‌های اطفاء حریق، مخابرات و نظارت تصویری است، همچنین، در پله برقی، آسانسور و فن‌های هواساز، از تجهیزات ایرانی استفاده شده‌ است.